# ვ
Vini (asomtavruli Ⴅ, nuskhuri ⴅ, mkhedruli ვ) es la sexta letra del alfabeto georgiano.
En el sistema de numeración georgiano tiene un valor de 6.
Vini representa comúnmente la fricativa labiodental sonora /v/ como la pronunciación en inglés o francés de ⟨v⟩.

## Letra
| asomtavruli | nuskhuri | mkhedruli |
| ----------- | -------- | --------- |
|             |          |           |

## Codificaciones informáticas
| asomtavruli | nuskhuri | mkhedruli |
| ----------- | -------- | --------- |
| U + 10A5    | U + 2D05 | U + 10D5  |

## Braille
| mkhedruli |
| --------- |
|           |

## Véase  también
- Letra latina v
- Letra cirílica V